# Rick Gekoski
Richard Abraham („Rick“) Gekoski (geboren 25. August 1944 in St. Louis) ist ein britischer Schriftsteller, Verleger und Händler von seltenen Büchern. 

## Leben
Rick Gekoski wuchs in Alexandria (Virginia) auf, wo sein Vater Bernard als Rechtsanwalt und seine Mutter Edith als Sozialarbeiterin tätig waren. Im Jahr 1954 zog seine Familie nach Huntington. Rick Gekoski ging bis zum Jahr 1962 auf die Huntington High School und studierte anschließend an der University of Pennsylvania, die er im Jahr 1966 mit dem Titel Bachelor abschloss. Anschließend zog er nach England und promovierte an der University of Oxford in Englischer Literatur. Zwischen 1971 und 1987 lehrte er im Fachbereich Englisch an der University of Warwick und war dort zeitweise Vorsitzender der Faculty of Arts.
Ab Mitte der 80er Jahre begann Rick Gekoski mit seltenen englischsprachigen Büchern zu handeln. Dazu gehören Erstausgaben, Manuskripte, Archivalien und Kunstwerke mit literarischem Bezug. Rick Gekoski ist Autor einiger Bücher, die von seinen Lieblingsthemen Fußball, seltene Bücher und Lesen handeln. Er gründete zwei Privatdruckereien The Sixth Chamber Press und zusammen mit  T. G. Rosenthal The Bridgewater Press. Für den englischen Radiosender BBC Radio 4 moderierte Rick Gekoski als Gast-Kommentator eine Reihe zum Thema Buchhandel und seltene Bücher mit dem Titel Rare Books. Rare People. Im Jahr 2005 war er Jurymitglied beim Booker Prize. 
Rick Gekowski ist mit Belinda Kitchin verheiratet. Das Paar hat eine Tochter und einen Sohn. 

## Werke
- Joseph Conrad: The Moral World of the Novelist (1978)
- William Golding: A Bibliography (zusammen mit P. A. Grogan, 1994)
- Staying Up: A Fan Behind the Scenes in the Premiership (1998)
- Tolkien’s Gown and Other Stories of Great Authors and Rare Books (2004) 
  - Eine Nacht mit Lolita - Begegnungen mit Menschen und Büchern, leicht gekürzte Ausgabe (2006), ungekürzte Ausgabe (2008)
- Outside of a Dog: A Bibliomemoir (2009)
- Lost, Stolen or Shredded - Stories of Missing Works of Art and Literature (2013)
- Darke. A novel. Canongate Books, 2017
- A Long Island Story. Canongate Books, 2018